# Rabanal del Camino
Rabanal del Camino es una localidad española de la provincia de León, en la comunidad autónoma de Castilla y León. Forma parte del municipio de Santa Colomba de Somoza, en la comarca de la Maragatería. Esta población se encuentra incluida dentro de la ruta del Camino de Santiago francés, como final de la etapa (9.ª del Codex Calixtinus) que se inicia en Astorga.

## Toponimia
Antiguamente se denominó Raphanellus y de sobrenombre "Cativo".

## Historia

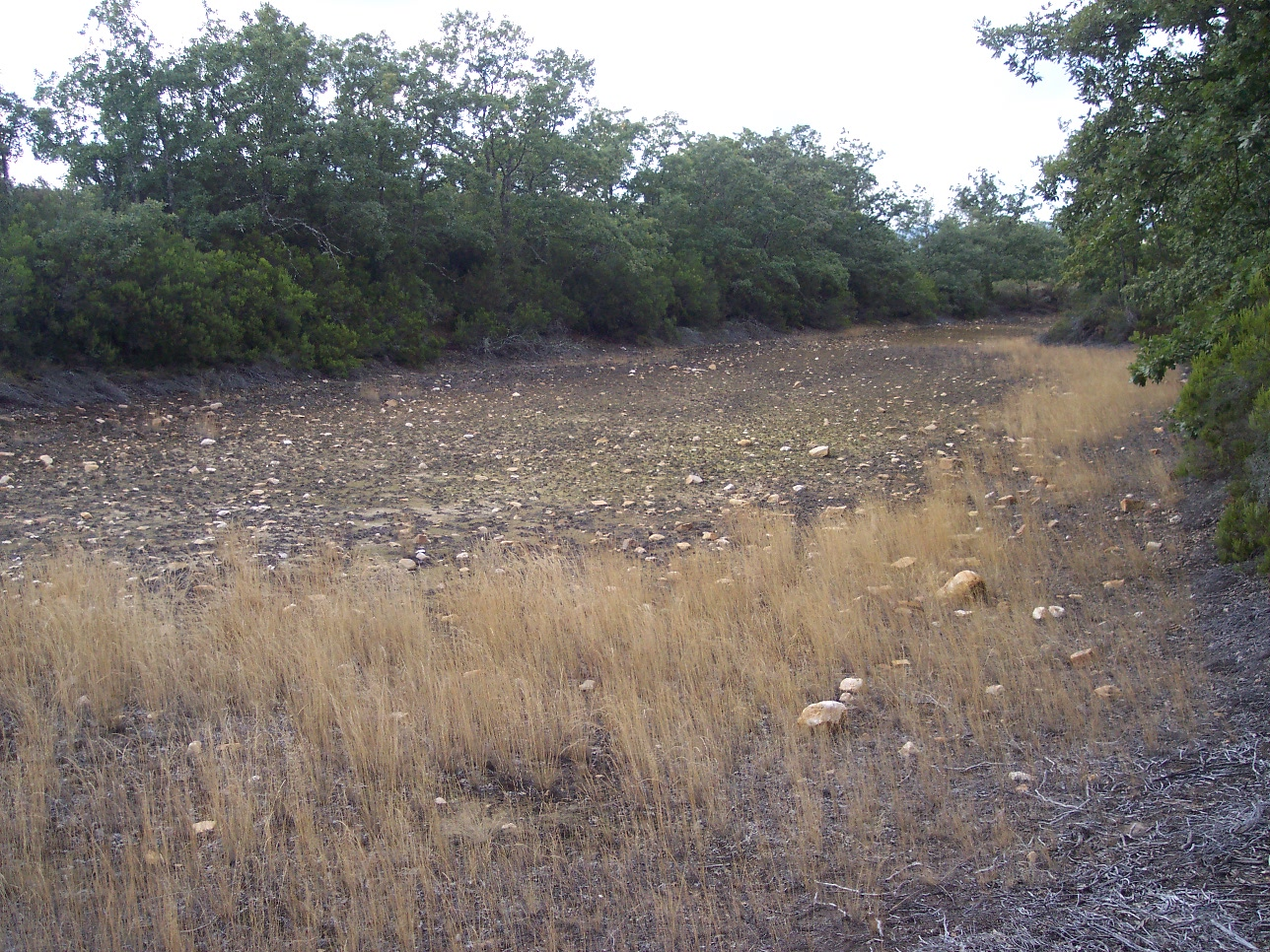
Vista de uno de los depósitos de agua de la mina romana de La Fucarona, cercana a Rabanal

El pueblo tiene gran importancia dentro del Camino de Santiago al ser final de la novena etapa que comienza en Astorga (antiguamente en León.), contando con hospitales de peregrinos ya en 1103 En sus proximidades hay abundantes restos de la minería de oro romana, que tanto abundan en todo el noroeste español.
Los arrieros maragatos gozaron de gran poder e influencia en la zona entre los siglos siglo XVI y XIX. La comarca maragata está situada en un punto estratégico en las comunicaciones del interior de la península y Galicia. La propia Astorga está hoy situada en medio de la nacional VI. Los maragatos transportaban al interior salazones de pescado traídos de la costa gallega, y al volver a su tierra cargaban con embutidos y productos de secano. La decadencia de esta casta comenzó con la llegada del ferrocarril a Astorga en 1866.
Fue cabecera de su propio municipio hasta 1974, quedando desde entonces incorporado al municipio de Santa Colomba de Somoza.

## Demografía
| Gráfica de evolución demográfica de Rabanal del Camino entre 1842 y 1970 |
| |
| Población de derecho según los censos de población del INE Población de hecho según los censos de población del INE Entre el censo de 1981 y el anterior este municipio desaparece porque se integra en Santa Coloma de Somoza |

## Economía
La principal actividad económica del pueblo en el 2007 está basada en el turismo y en la artesanía. Sus principales reclamos turísticos son su arquitectura típica, su gastronomía (con el cocido maragato como estandarte), y su ubicación en el Camino de Santiago. Los restaurantes más conocidos del pueblo están situados en casas maragatas rehabilitadas para ese menester.
Destaca la gran cantidad de albergues existentes en el pueblo, uno de ellos municipal y otro perteneciente a una asociación inglesa.

## Cultura
Dentro del pueblo destaca la iglesia, es de pequeñas dimensiones en la que se pueden apreciar los restos románicos, perteneció a la Orden del Temple bajo las Órdenes de los templarios de Ponferrada. También destacan las ermitas de San José, fundada por arrieros del pueblo en el siglo XVIII y la del Bendito Cristo. El pueblo conserva bastante bien la arquitectura maragata, mejorando en los últimos años con el apogeo del Camino de Santiago, destacando las portadas de las típicas casas maragatas.
En 2001 se fundó la abadía benedictina de "San Salvador del Monte Irago".

### Camino de Santiago
En 2015, en la aprobación por la Unesco de la ampliación del Camino de Santiago en España a «Caminos de Santiago de Compostela: Camino francés y Caminos del Norte de España», España envió como documentación un «Inventario Retrospectivo - Elementos Asociados» (Retrospective Inventory - Associated Components) en el que en el n.º 1789 figura Rabanal del Camino.